# Jurnee Smollett
Jurnee Diana Smollett (Nueva York, 1 de octubre de 1986) es una actriz estadounidense. Smollett comenzó su carrera como actriz infantil apareciendo en comedias de situación de televisión, incluidas On Our Own (1994-1995) y Full House (1992-1994). Recibió elogios de la crítica y el premio Critic's Choice por interpretar a Eve en la película dramática independiente de 1997, Eve's Bayou.
Como adulta, Smollett ha protagonizado las películas The Great Debaters (2007), Temptation: Confessions of a Marriage Counselor (2013) y Aves de presa (2020). Sus papeles en televisión incluyen el drama deportivo de NBC, Friday Night Lights (2009-2011), el drama de terror y fantasía de HBO, True Blood (2013-2014), el drama de época de WGN, America Underground (2016-2017) y el drama de terror de HBO, Lovecraft Country (2020). Por este último, recibió una nominación al premio Primetime Emmy a la mejor actriz principal en una serie dramática.

## Primeros años
Jurnee Diana Smollett nació en la ciudad de Nueva York, hija de Janet Harris y Joel Smollett. Su padre era judío, con antepasados de Rumania, Rusia y Polonia, mientras que su madre es afroamericana. Es la cuarta de seis hermanos, todos intérpretes: una hermana, Jazz Smollett; y cuatro hermanos, Jussie, JoJo, Jake y Jocqui.

## Carrera

### Inicios
Smollett comenzó su carrera como actriz apareciendo en Martin y Out All Night en 1992. Luego tuvo papeles recurrentes como Denise Frazer en las comedias familiares de ABC, Full House y Hangin' with Mr. Cooper. De 1994 a 1995, coprotagonizó con sus hermanos la breve comedia de ABC, On Our Own. En 1996, apareció en la película Jack de Francis Ford Coppola, haciendo su debut en la pantalla grande.
Smollett recibió elogios de la crítica por su interpretación de Eva de 10 años en la película de 1997, Eve's Bayou junto a Lynn Whitfield, Samuel L. Jackson y Debbi Morgan. Al elegir el papel, la guionista y directora Kasi Lemmons imaginó "un niño negro de piel clara que podría transmitir los matices de un niño criollo en los años 60". Recibió el Critic's Choice Award y fue nominada para un NAACP Image Award. Al año siguiente, se unió al elenco de la comedia Cosby de CBS, por la que ganó dos premios NAACP Image. En 1999, Smollett protagonizó la película de televisión ABC, Selma, Lord, Selma. En 2000, coprotagonizó con Sharon Stone y Billy Connolly la película, Beautiful Joe. En 2001, interpretó a la hija de Angela Bassett en la película para televisión Ruby's Bucket of Blood. En 2005, coprotagonizó con Bow Wow y Brandon T. Jackson la película de patinaje sobre ruedas, Roll Bounce. En 2006, apareció en la película dramática Gridiron Gang.

### 2007-2012
En 2007, Smollett interpretó a Samantha Booke (basada libremente en Henrietta Bell Wells), la única debatiente femenina en Wiley College en la película histórica The Great Debaters. La película fue producida por Oprah Winfrey y Harvey Weinstein y protagonizada por Denzel Washington, quien también dirigió el largometraje. Por su actuación, Smollett recibió el premio NAACP Image Award a la mejor actriz en una película. Al año siguiente, regresó a la televisión, apareciendo en dos episodios del drama médico de ABC, Grey's Anatomy. De 2009 a 2011, fue miembro regular del elenco de la serie dramática de DirecTV, Friday Night Lights interpretando a Jess Merriweather. De 2010 a 2011, también coprotagonizó con Jim Belushi y Jerry O'Connell el drama legal de corta duración de CBS, The Defenders.

### 2013-presente
En 2013, Smollett interpretó el papel principal en la película dramática Temptation: Confessions of a Marriage Counselor dirigida por Tyler Perry. La película recibió críticas negativas de los críticos, pero fue un éxito de taquilla, recaudando $53,125,354. Es la película de Tyler Perry más taquillera que el guionista y director no protagonizó, y el drama de Tyler Perry más taquillero. De 2013 a 2014, participó con regularidad en la serie True Blood de HBO. Más tarde interpretó a Juanita Leonard, la esposa del boxeador Sugar Ray Leonard, en la película deportiva biográfica de 2016, Manos de piedra, coprotagonizada por Edgar Ramírez, Usher y Robert De Niro.
En 2015, Smollett fue elegida como principal en la serie dramática de época de WGN, America Underground. Smollett interpretó a Rosalee, una tímida esclava que trabajaba en una plantación en 1857. Interpretó a Canario Negro en la película Aves de presa de 2020, y a Letitia "Leti" Lewis en la serie Lovecraft Country de 2020 de HBO.

## Vida personal
Smollett apoya la lucha contra el VIH/SIDA desde que tenía 11 años. Su primer encuentro con la enfermedad se produjo a los siete años, cuando un miembro del equipo de On Our Own murió de sida. Se inspiró en la sobreviviente del VIH/SIDA, Hydeia Broadbent, con quien finalmente trabajó para la concienciación sobre el VIH/SIDA, incluso para el Black AIDS Institute y la Cruz Roja. Habló en la Conferencia Juvenil Ryan White y es miembro de la Junta de Directores de Artistas para una Nueva Sudáfrica, una organización dedicada al VIH/SIDA en África. Smollett también forma parte de la Junta Directiva del Fondo para la Defensa de la Infancia.
El 24 de octubre de 2010, Smollett se casó con el músico Josiah Bell. Su primer hijo, llamado Hunter, nació el 31 de octubre de 2016. En marzo de 2020 Smollett solicitó el divorcio.

## Filmografía

### Cine
| Año  | Título                                          | Papel                              | Notas        |
| ---- | ----------------------------------------------- | ---------------------------------- | ------------ |
| 1996 | Jack                                            | Phoebe                             |              |
| 1997 | Eve's Bayou                                     | Eve Batiste                        |              |
| 2000 | Beautiful Joe                                   | Vivien                             |              |
| 2005 | Roll Bounce                                     | Tori Turner                        |              |
| 2006 | Gridiron Gang                                   | Danyelle Rollins                   |              |
| 2007 | The Great Debaters                              | Samantha Booke                     |              |
| 2012 | Captain Planet 4                                | Gaia                               | Cortometraje |
| 2013 | Temptation: Confessions of a Marriage Counselor | Judith                             |              |
| 2016 | Manos de piedra                                 | Juanita Leonard                    |              |
| 2018 | One Last Thing                                  | Lucy Dillinger                     |              |
| 2020 | Aves de presa                                   | Dinah Laurel Lance / Canario Negro |              |
| 2021 | Spiderhead                                      | Lizzy                              |              |
| 2023 | We Grown Now                                    | Dolores                            |              |
| 2023 | The Burial                                      | Mame Downes                        |              |
| 2024 | The Order                                       | Joanne Carney                      |              |

### Televisión
| Año       | Título                                          | Papel                  | Notas                                              |
| --------- | ----------------------------------------------- | ---------------------- | -------------------------------------------------- |
| 1992      | Out All Night                                   | Laquita                | Episodio: «The Kid»                                |
| 1992–1994 | Full House                                      | Denise Frazer          | 12 episodios                                       |
| 1992      | Hangin' with Mr. Cooper                         | Denise Frazer / Denise | 4 episodios                                        |
| 1992      | Martin                                          | Pequeña chica          | Episodio: «Saw Gina Kissing Santa Claus»           |
| 1994-1995 | On Our Own                                      | Jordee Jerrico         | 20 episodios                                       |
| 1996      | Policías de Nueva York                          | Hanna                  | Episodio: «Where's 'Swaldo»                        |
| 1998–2000 | Cosby                                           | Jurnee                 | 24 episodios                                       |
| 1999      | Selma, Lord, Selma                              | Sheyann Webb           | Película para televisión                           |
| 1999      | Happily Ever After: Fairy Tales for Every Child | Ali Baba               | Episodio: «Ali Baba and the Forty Thieves»         |
| 2001      | Ruby's Bucket of Blood                          | Emerald Delacroix      | Película para televisión                           |
| 2002      | Strong Medicine                                 |                        | Episodio: «Positive»                               |
| 2002      | Sala de urgencias                               | Romy                   | Episodio: «Next of Kin»                            |
| 2003      | Wanda at Large                                  | Holly Hawkins          | 6 episodios                                        |
| 2006      | House                                           | Tracy                  | Episodio: «Fools for Love»                         |
| 2008      | Grey's Anatomy                                  | Beth Monroe            | 2 episodios: «Freedom: Part 1» y «Freedom: Part 2» |
| 2009-2011 | Friday Night Lights                             | Jess Merriweather      | 26 episodios                                       |
| 2010-2011 | The Defenders                                   | Lisa Tyler             | Elenco principal                                   |
| 2012-2013 | The Mob Doctor                                  | Traci Coolidge         | 2 episodios                                        |
| 2013-2014 | True Blood                                      | Nicole Wright          | 19 episodios                                       |
| 2013      | Do No Harm                                      | Abbygail "Abby" Young  | 2 episodios                                        |
| 2013      | Parenthood                                      | Heather Hall           | 7 episodios                                        |
| 2016-2017 | Underground                                     | Rosalee                | Elenco principal                                   |
| 2017-2018 | Princesa Sofía                                  | Chrysta (voz)          | 8 episodios                                        |
| 2020      | The Twilight Zone                               | Jasmine Delancey       | Episodio: «Ovation»                                |
| 2020      | Lovecraft Country                               | Letitia Lewis          | Elenco principal                                   |